# Alan Scholefield
Alan Scholefield, född 15 januari 1931 i Kapstaden, död 26 oktober 2017, var en sydafrikansk författare och journalist, mest känd för sin bokserie Macrae and Silver.
Han bodde i grevskapet Hampshire med sin fru Anthea Goddard, en australiensisk författare. Tillsammans hade de tre döttrar.

## Biografi
Scholefield gick på Queen's College, Queenstown och Universitetet i Kapstaden, där han bland annat läste engelsk litteratur. Han tog sin universitetsexamen 1951 och började sedan arbeta som journalist på de engelskspråkiga tidningarna The Cape Times och The Cape Argus. Under den här tiden så gifte han sig med sin första fru Patricia samtidigt som han försökte skapa sig ett namn som författare. Han flyttade tillsammans med henne till Spanien och bodde där tills de skiljdes 1960. Under den här tiden skrev han många berättelser och essäer för engelska och amerikanska tidningar vid sidan av sitt arbete som journalist.
1962 gifte han om sig med den australiska författaren Anthea Goddard och de bosatte sig i London. Där fick han sitt genombrott som författare med sin debutroman A view of Vultures 1966.
Förutom sina vanliga romaner skrev Scholefield även två romanserier. Serien om Macrae & Silver handlar om George Macrae och Leo Silver, två poliser från London. Trilogin om Dr Anne Vernon handlar om livet som läkare på ett fängelse.
Scholefield fick mycket beröm för sin böcker om de svarta kungadömena (The Dark Kingdoms), där han skrev om Kungariket Benin, Kongoriket och Kungariket Lesotho. Han arbetade även för South African Broadcasting Corporation (SABC). En del romaner skrev han under pseudonymen Lee Jordan.
1981 filmades Scholefields novell Venom med bland annat Klaus Kinski, Nicol Williamson och Oliver Reed i några av rollerna.